# Nicolas Appert

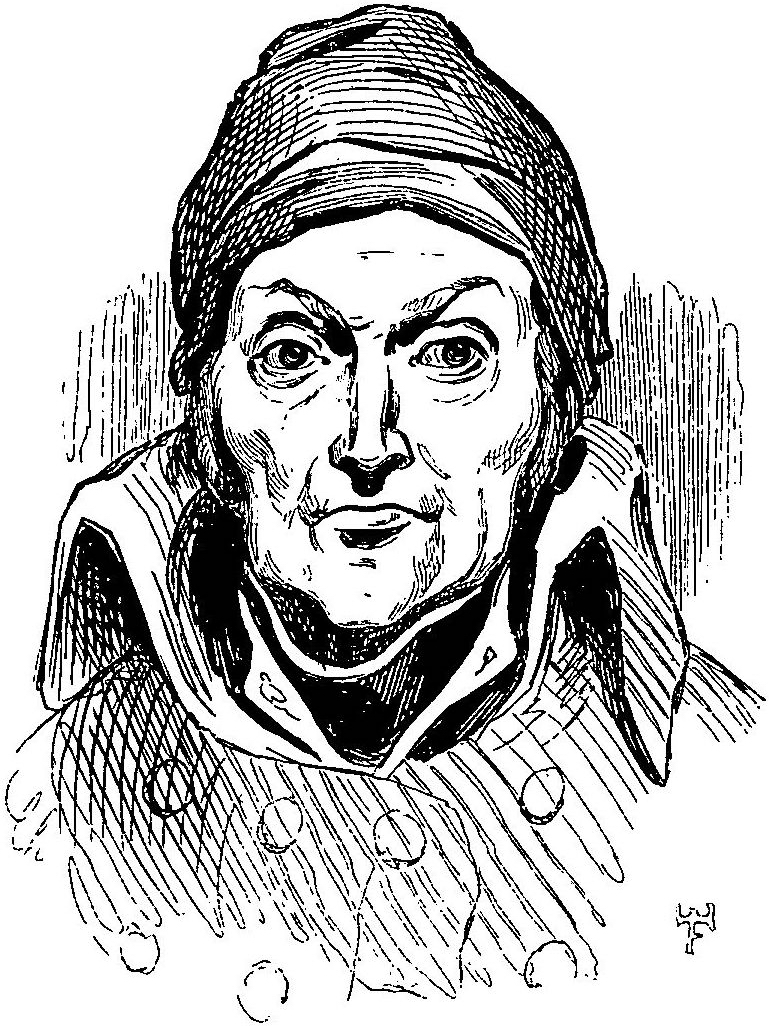
Nicolas Appert

Nicolas Appert (* 17. November 1749 in Châlons-en-Champagne, Frankreich; † 1. Juni 1841 in Massy, Frankreich) war ein französischer Konditor und Erfinder. Sein Geburtsjahr wird auch mit 1750 oder 1752 angegeben, sein Sterbejahr auch mit 1840. Früher wurde der Vorname fälschlich mit François, Nicolas-François, Charles oder Charles-Nicolas angegeben, vermutlich weil François („der Franzose“) als Name missverstanden wurde.

## Leben

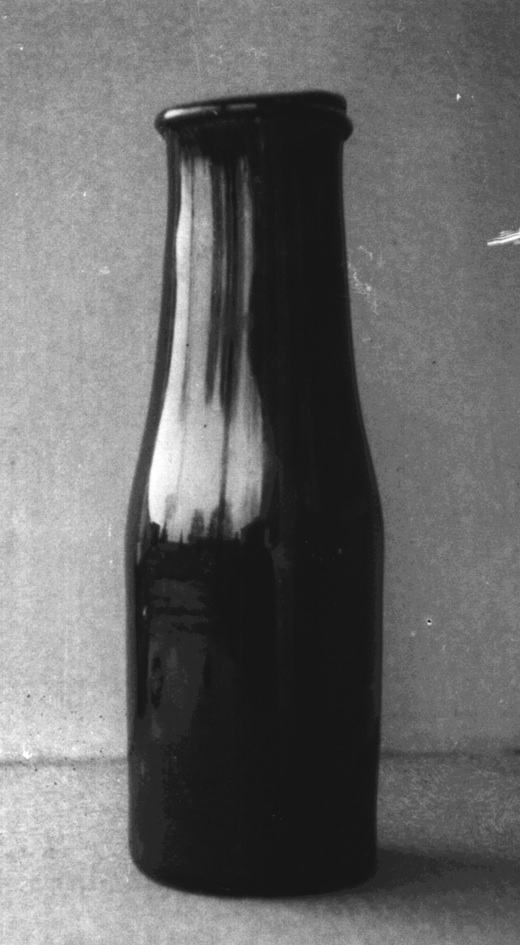
Konservierflasche Appert

Appert, Sohn eines Weinhändlers und Gastwirts, absolvierte eine Ausbildung zum Koch, gründete später eine Brauerei und ließ sich schließlich zum Meisterkoch weiterbilden. Von 1772 bis 1775 arbeitete er als Mundkoch am Hofe Herzog Christians IV. in Zweibrücken, dann von 1775 bis 1784 in Forbach bei dessen Witwe, der Gräfin von Forbach. Nach dem Tod seines Vaters gründete er 1784 eine Confiserie in Paris und eine Familie. Schon zu dieser Zeit beschäftigte ihn die Frage, wie man Lebensmittel dauerhaft haltbar machen könnte. 1796 verkaufte er die Confiserie und richtete sich eine Versuchswerkstatt in Ivry-sur-Seine ein. 1804 gründete er die weltweit erste Konservenfabrik. 1810 wurde er vom französischen Innenminister mit einer Förderung in Höhe von 12.000 Franken für seine Konservierungsmethode bedacht. Die Auszahlung war mit der Auflage verbunden, die Methode in einem Buch zu veröffentlichen und dem Ministerium 200 Exemplare zukommen zu lassen. Daraufhin verfasste Appert das epochale Werk Livre de tous les ménages, ou l'art de conserver (deutsch: Buch für alle Haushalte oder die Kunst des Konservierens). Seine Methode, Lebensmittel durch Erhitzen und Luftabschluss in Glasbehältern zu konservieren, heute unter Einkochen bzw. Einwecken bekannt, entwickelte er weiter und setzte ab 1812 Weißblechdosen ein, die er in England kennengelernt hatte. 1827 stellte er erstmals Kondensmilch her.
Ein Raum des Museums für Kunst und Archäologie von Châlons-en-Champagne ist ihm gewidmet (Sammlung Jean Paul Barbier und AINA, Details von Objekten online auf der Website der International Association Nicolas Appert).

## Werke
- Le livre de tous les ménages, ou l’art de conserver pendant plusieurs années toutes les substances animales et végétales. Patris et Cie., Paris 1810, 8°, XXII-116 p. (online bei Gallica).
  - Deutsche Übersetzung: Das Buch für alle Haushaltungen, oder: Die Kunst alle thierische und vegetabilische Nahrungsmittel mehrere Jahre vollkommen genießbar zu erhalten. Pauli et Cie., Koblenz 1810 (online bei Google Books).